# Сподња Добрава (Радовљица)
Сподња Добрава (словен. Spodnja Dobrava) је насељено место у општини Радовљица, Горењска регија, Словенија.

## Историја
До територијалне реорганизације у Словенији била је у саставу старе општине Радовљица.

## Становништво
У попису становништва из 2011. године, Сподња Добрава је имала 47 становника.
| Број становника према пописима | Број становника према пописима | Број становника према пописима |
| ------------------------------ | ------------------------------ | ------------------------------ |
| 1991                           | 2002                           | 2011                           |
| 57                             | 50                             | 47                             |

## Галерија
- сеоске куће
- пејзаж